# Comuna Caterinovca, Stînga Nistrului
Comuna Caterinovca este o comună din Unitățile Administrativ-Teritoriale din Stînga Nistrului, Republica Moldova. Este formată din satele Caterinovca (sat-reședință) și Sadchi.
Conform recensământului din anul 2004, populația localității era de 1.609 locuitori, dintre care 76 (4.72%) moldoveni (români), 1.454 (90.36%) ucraineni si 59 (3.66%) ruși.